# Ponte Novu (Castello-di-Rostino)
Ponte Novu (französisch Ponte-Novo, italienisch Ponte Nuovo) ist eine Ortschaft im Nordosten Korsikas. Sie zählt zur Gemeinde Castello-di-Rostino im Arrondissement Corte des Départements Haute-Corse.

## Geografie
Ponte Novu liegt auf 167 m Höhe an der Brücke der RN 193 über den Golo auf der Strecke Bastia–Corte und hat 50 Einwohner.

## Geschichte
1769 ereignete sich hier die Schlacht bei Ponte Novu. Im Ort befindet sich ein dem Anführer der Korsen in dieser Schlacht, Pasquale Paoli, gewidmetes Museum.
Die alte Brücke Ponte Novu wurde im Zweiten Weltkrieg zerstört und durch eine neue Brücke ersetzt. Rund um den gebrochenen Brückenbogen gestalten die Einwohner von Ponte Novu an jedem Jahrestag der Schlacht eine Gedenkzeremonie.

## Verkehr
Ponte Novu besitzt einen Bahnhof an der Bahnstrecke Bastia–Ajaccio, von der in Ponte-Leccia die Bahnstrecke Ponte-Leccia–Calvi abzweigt. Nach Bastia, Ajaccio und Calvi bestehen durchgehende Zugverbindungen.

## Kultur
Bei Ponte Novu befindet sich das Village miniature de Carriolu mit Miniatur-Ausgaben der architektonisch bemerkenswertesten Gebäude der Insel aus Stein.

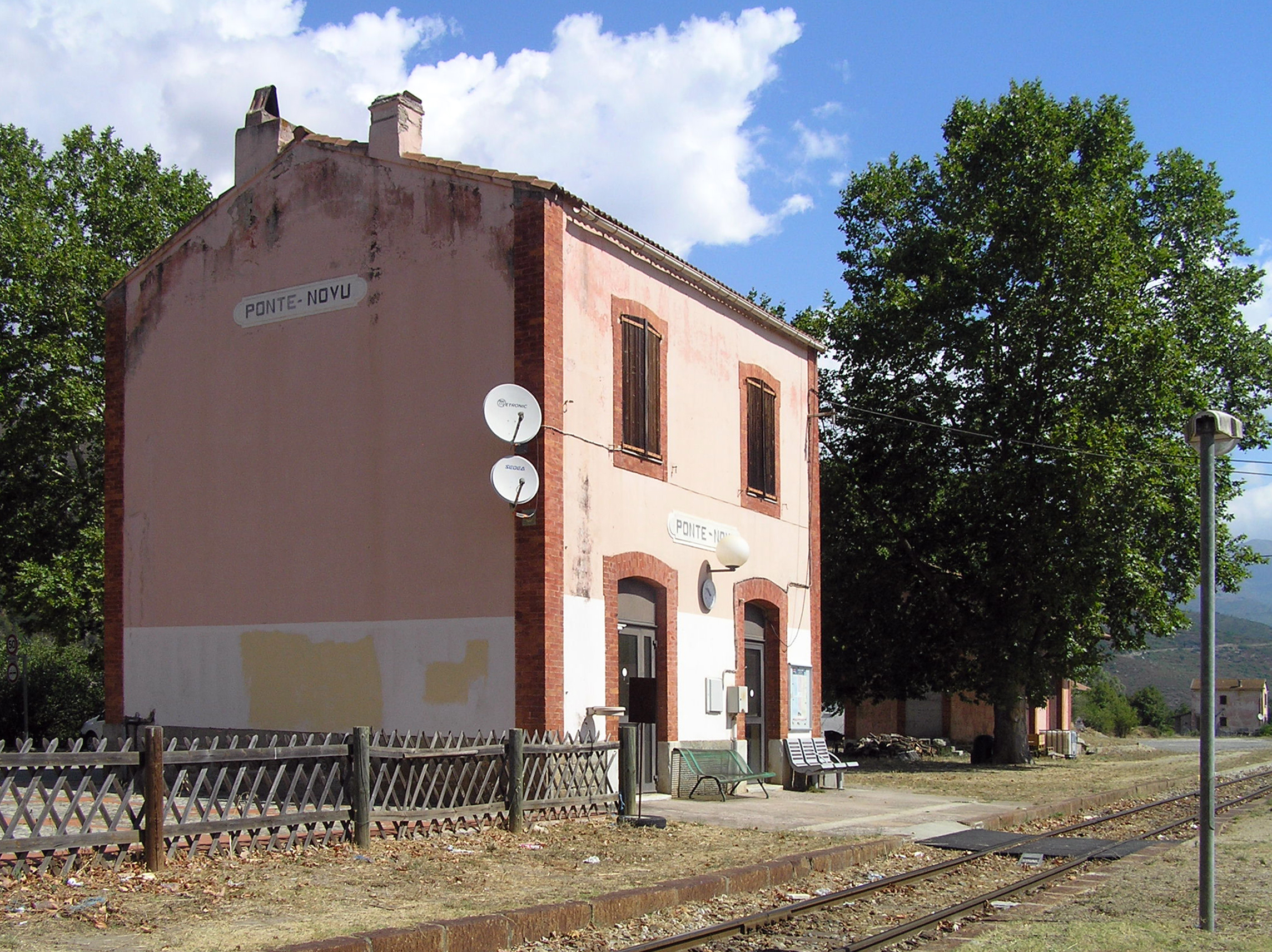
Gare de Ponte Novu, 2017
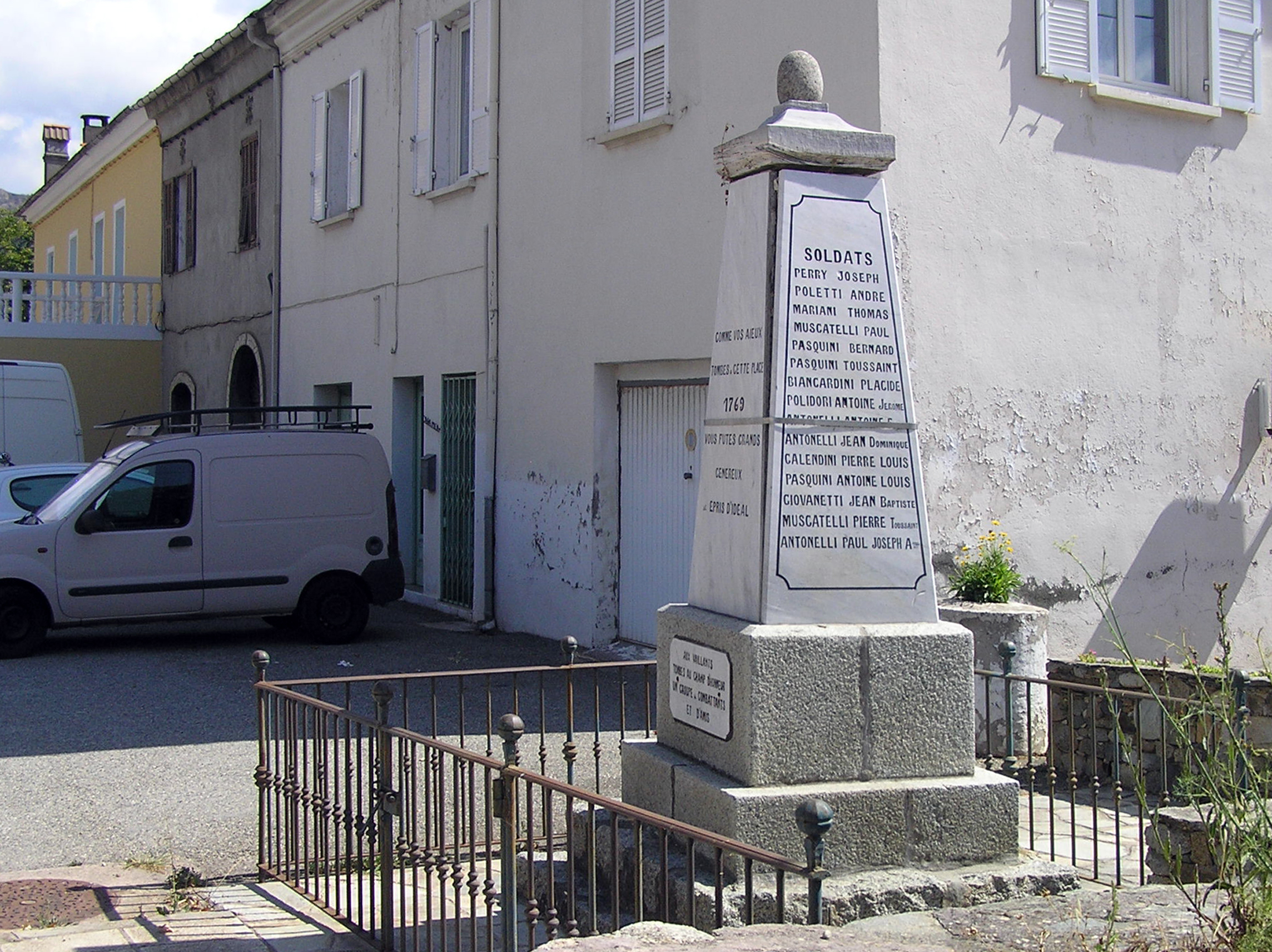
Monument aux morts de Ponte Novu, 2017
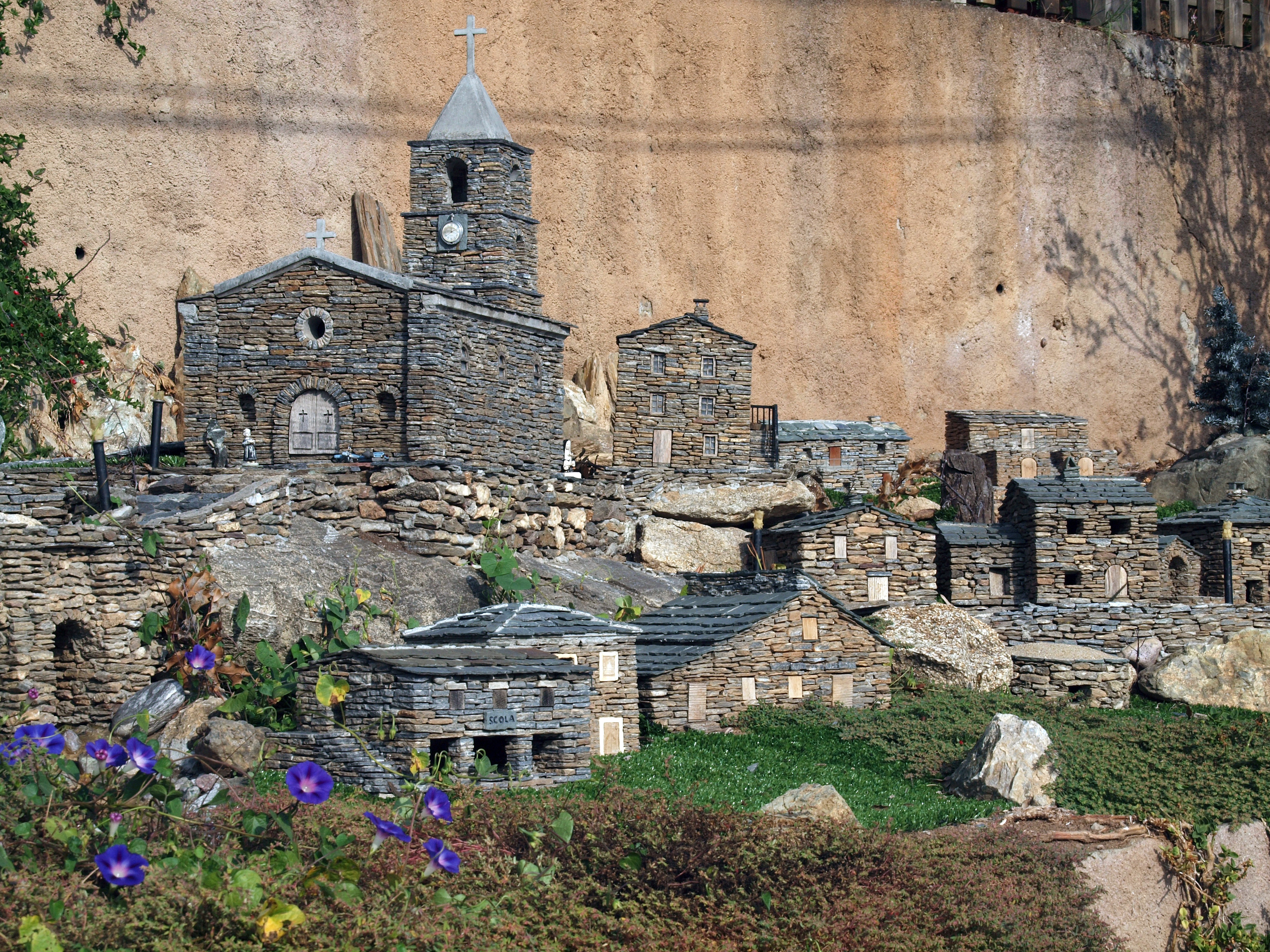
Village miniature de Carriolu, 2011
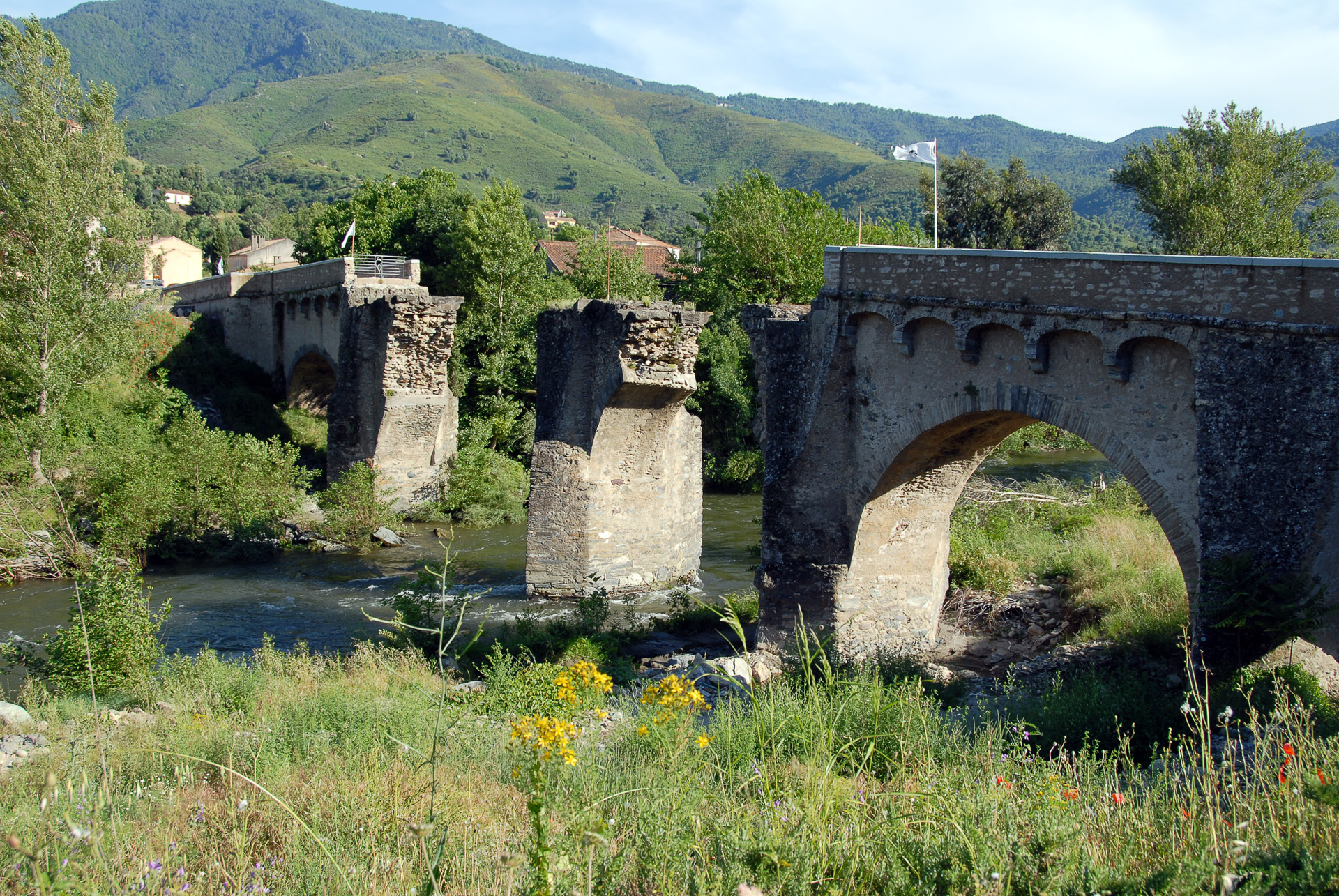
Ponte Novu, 2009
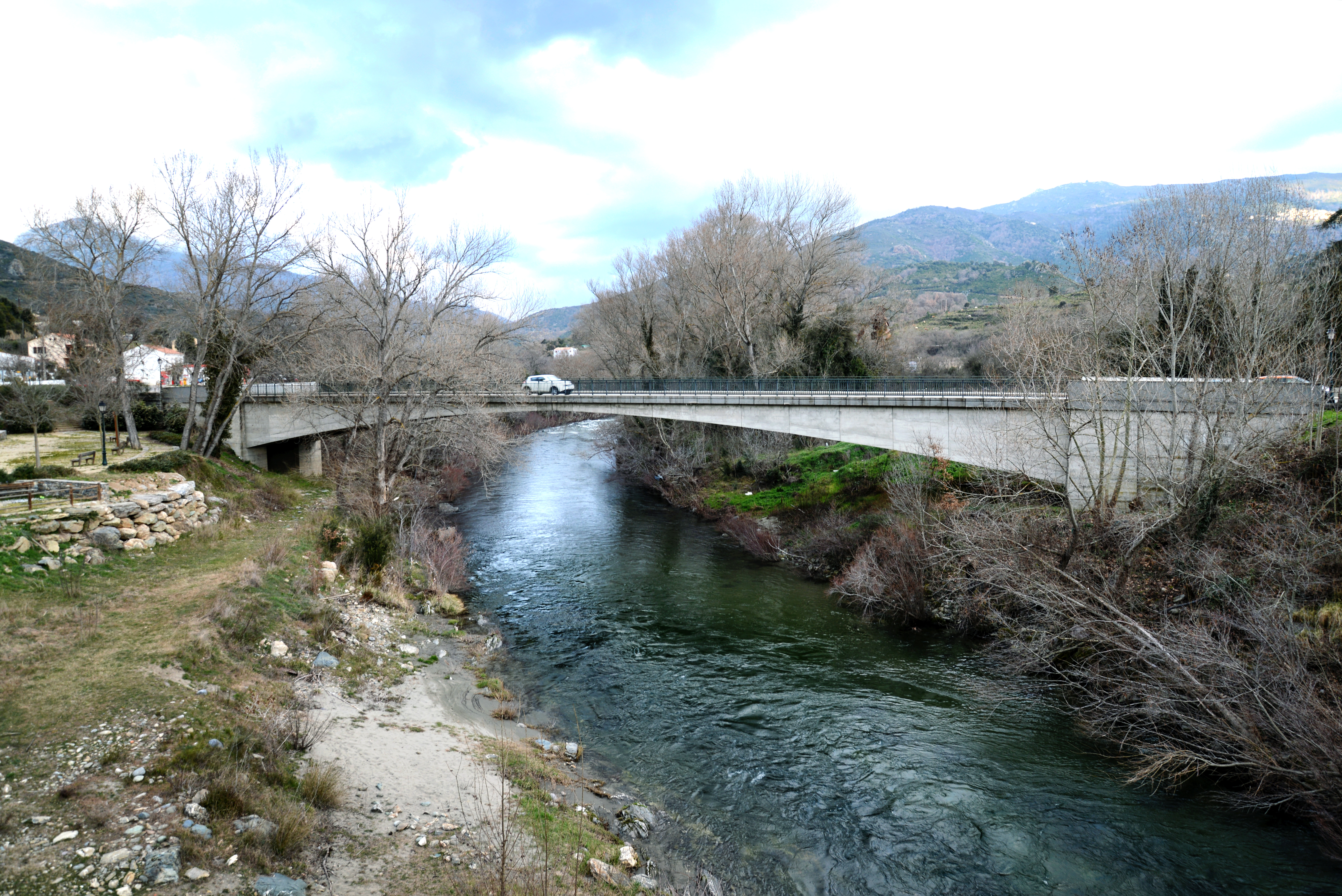
Neue Brücke über die RN 193, 2013